# Estación Guerra
Guerra será una estación ferroviaria que formará parte del servicio Tren Limache-Puerto en 2028, luego del anuncio de extensión de este servicio hasta la comuna de La Calera.

## Historia
El ferrocarril de Santiago a Valparaíso fue una de las principales vías de transporte ferroviario de Chile, estableciendo una conexión entre la capital, Santiago, y el principal puerto del país, Valparaíso. Inaugurado en 1863, con el paso de los años y el cambio en las dinámicas de transporte, el servicio de pasajeros en esta línea fue decayendo. Finalmente, el servicio de pasajeros en el ferrocarril de Santiago a Valparaíso cesó sus operaciones en 1987.

### Extensión Limache-La Calera
El proyecto de extensión del servicio de tren Limache-Puerto hacia La Calera es una iniciativa propuesta por la EFE con el objetivo de expandir el servicio ferroviario en la Región de Valparaíso, Chile. El servicio Limache-Puerto fue inaugurado el 23 de noviembre de 2005, facilitando la conexión entre las comunas de Valparaíso, Viña del Mar, Quilpué, Villa Alemana y Limache, comuna terminal del servicio. 
Es en octubre de 2016 que se anuncian las intenciones de extender el servicio hasta La Calera. En mayo de 2019, se adjudicó el proceso de Ingeniería Básica del proyecto con una duración prevista de 24 meses y una inversión de 7 millones de dólares. En 2023, se presentó un plan que contempla una inversión de 680 millones de dólares para extender el servicio, con el fin de beneficiar a las poblaciones de Quillota, La Cruz y La Calera. Se estima que las obras de construcción inicien en 2025, y hacia 2028 la ampliación del servicio hasta La Calera esté operativa, incluyendo a la estación Guerra.

## Infraestructura
La Estación Guerra está propuesta para ser construida en la comuna de La Calera, específicamente en la intersección de las Calles El Quisco y Bernardo O´Higgins. Esta estación contará con un acceso subterráneo central. En el área subterránea, se facilitarán los procesos de pago mediante máquinas de autoservicio, control de acceso y orientación hacia los andenes. Además, en este nivel, se encontrará una variedad de servicios y recintos técnicos, actuando también como un espacio de encuentro.
La zona libre de pago en la estación proporcionará espacio suficiente para cajeros automáticos, máquinas de autoservicio y expendedoras. La estación también contará con ascensores para personas con movilidad reducida. En los alrededores de la estación se construirá una pasarela peatonal desnivelada junto con un nuevo cruce bajo nivel, que conecte a la calle Cajón Guerra con la Autopista Los Andes.